# 学問
学問（、英: learning, study, science(s), academic discipline, scholarship, knowledge）または学術（）とは、学び習うこと、新知識の学習、一定の理論に基づいて体系化された知識と方法。歴史学・心理学・言語学などの人文学、経済学・政治学・法学などの社会科学、物理学・化学・生物学などの自然科学、数学・計算機科学・論理学などの形式科学などの総称。
なお、「学術」は技術などを含む専門的・研究的な学問を指したり、学問と芸術・学問と技芸を指したりすることもある。「科学」は一般に哲学・宗教・芸術などとは区別されており、狭義または一般の「科学」は自然科学を指す。
学問の専門家を一般に「学者」と呼ぶ。研究者、科学者と呼ばれる場合もある。

## 概説
学問については体系化された知識を指すことが多い。ただし、学問を知識のことだとするのは、あくまで一例であり具体的な意味や目的による定義は多数存在する。また主観的にも意味合いが違ってくる。
基本的に学問の名前は、接尾語である「学」を付けて言い表すが、「学」が付いていないもの（省略されているもの）も多数有る。

### 学問と学術
学問に対し「学術」という言葉には、次のような意味がある。
1. 学問[3]。原理・応用・技術を含む専門的な学問[5]、研究的な学問[3]。
2. 学問と芸術[5]、学問と技芸[3]。

なお古代ギリシア哲学では、技術（テクネー）は学術・芸術・知識（エピステーメー）などをも意味し、数学や天文学や学問全般が技術に含まれていた。本質の、または真の理知（ロゴス）は技術に備わっているとされた。アリストテレスの論では、技術も自然も本来的には美であり、善はそれを際立たせるとされていた。

### 学問の略史
歴史的に見れば、学問は様々な場所で行われてきた。例えば江戸時代の日本では、私塾が、藩校などとともに、大いに学問の発展を荷ってきた（→日本の私塾一覧）。大学制度が整えられている現在では、学問は大学（私立大学、公立大学）によって主導されていることが多いが、その他の様々な研究所（公立・私立とも）で行われていることもある。
近代教育が確立される以前の「学問」は知の体系を指すという意味以外にも今日の言葉で言う「人間学」や「教養」を意味する使われ方もしてきた。儒学でいう「聖人の学」などという言葉の文脈で使われる「学問」は、今日の自然科学・社会科学・人文科学という意味での学問ではなく、人格を修養する手段としての学問である。日本においても、江戸時代の儒学者などのいう「学問」は人間の修養と、社会を治める知識としての学問の両方を意味していた。
現在、ある学問が存在すれば、一般的には、それに関連する学会が（ひとつ乃至複数）存在しており、その学問の発展に関与しており、各学者は一般的には、当該学問のいずれかの学会の（多くは複数の学会の）会員となっていて、自身の研究の成果を発表することで認知を得たり、あるいは他の学者の発表を確認することで当該学問の最新の情報を把握し、自身の研究に役立てようと努めている。
学問の追究によって得られた知識などは、学会での発表だけでなく、各種学術雑誌での公表（大学の紀要・論文集への掲載を含む）、著書（単著・共著）の出版など、様々な方法で公表される可能性がある。ただし、特に自然科学系の学問においては、数限られた定評ある学術雑誌などで査読を経たうえで公表された知識のほうが、最も正式なものと認知され、そうではない知識に比べて格段に信頼される傾向が強い。

## 学問の分類
学問の分類は人によって異なる。大まかには、日常会話や文献検索時の共通キーワードとして、時と場合により下記の分類のいずれかとすることが多い（これ以外の分類も多数存在するが、一般的で無い）。なお、科学、技術、工学などの言葉は、定義が無数にあり、統一的な定義は存在しないため、科学と技術をベースとした学問の分類とその範囲を厳密に決めることは困難である。
1. 文系、理系の大雑把な分類
2. 学会による分類
3. 図書による分類（日本十進分類法など）
4. 公務員試験、企業の就職試験、資格試験に見られる区分け
5. 1991年以前の半数以上の大学に共通して見られる組織による分類（工学、理学、農学、医学、薬学、文学、経済学、法学など。大学設置基準などの改正で、大学における学問の基本分類が撤廃された後にも、従前の分類は有名大学を中心に根強く残る。）
6. 学位の分類（5.とほぼリンクしている）
7. 科学技術行政の統計を作成する場合の分類（例えばユネスコ勧告）
8. 一般的または慣例的に使用される、人文・社会・自然科学による分類および、基礎と応用の区分けなどによる分類（下記に、この分類の一例を示す。この例以外の、分類解釈も存在する。）

## 分類

### 人文学
- 哲学
- 倫理学
- 美学
- 宗教学
- 心理学（心理生理学は自然科学に分類される）
- 言語学
- 文学
- 芸術学
- 歴史学
- 考古学
- 地理学（特に人文地理学）
- 人類学（特に文化人類学）
- 民俗学

内容と場合によっては人文科学とも呼称する。上記の分類以外に、大学の文学部で行っている学問を指す解釈もある。

### 社会科学
下記の小分類の幾つかは、人文科学に含める場合も有る。最も大まかな分類では、社会科学全体が人文科学に含まれる。
統治系
- 政治学
- 行政学
- 政策学（オペレーションズリサーチという側面が有る場合には応用科学に分類）
- 経営学
- 法学
- 軍事学 - 軍学

経済系
- 経済学
- 商学
- 会計学

一般系
- 社会学
- 地理学（特に人文地理学）

教育系
- 教育学（教育科学）

この分類以外に、大学の法学部、経済学部、教育学部などで行っている学問を指す解釈もある。

### 自然科学
基本的には、大学の理学部で行っている学問を指す。
基礎科学も、自然科学と同等に扱われる場合が多い。
- 数学（形式科学とすることもある）
- 理学
  - 物理学
  - 化学
  - 地球惑星科学（地球科学および惑星科学）
  - 生物学
  - 天文学
  - 気象学
  - 鉱物学

### 形式科学
自然科学や社会科学との境界が曖昧なものもある。
- 数学（自然科学とすることもある）
- 計算機科学（応用科学とすることもある）

### 応用科学

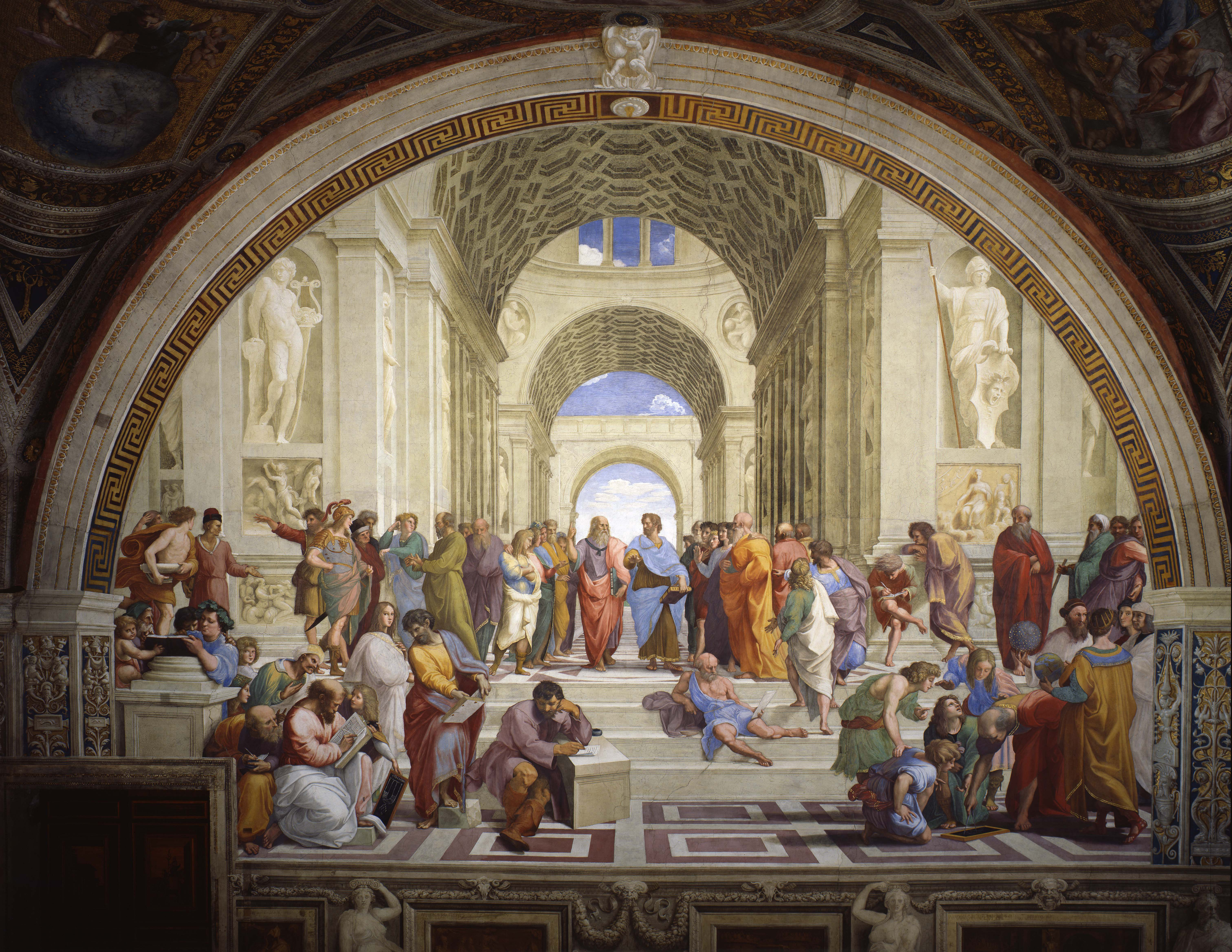
ラファエロ・サンティ「アテナイの学堂」1510-11 フレスコ

応用科学（実学、英：art、希：τεχνη）とは、基本的に、医学部、薬学部、歯学部、工学部、農学部で行っている学問を指すことが多いが、人文科学や社会科学の応用分野についても応用科学とされることもある。実学はその時代の文明や人間活動の役に立つと同時に、基礎科学分野にも影響を与え（例えばモルの研究は蒸気機関発明後になされている）、かつ後世にも多くの普遍的な知識・技術を与えるものである。
- 医学
  - 遺伝医学
  - 救急医学
  - 再生医学
  - 予防医学
  - 放射線医学
- 伝統医学
  - 中医学
- 歯学
- 薬学
- 看護学
- 農学 - 林学 - 水産学 - 獣医学
- 工学 - 機械工学、経営工学、原子力工学、材料工学、情報工学、化学工学、応用化学、生物工学、電気工学、電子工学、運送工学、土木工学、計算機工学、建築学
- 計算機科学（形式科学とすることもある）
- 図書館情報学

### 総合科学・学際分野
学際分野とは、複数の小分類の学問を組み合わせたり、目的別によるテーマ（例えば環境問題）ごとに複数分野の学問の観点からアプローチする新分野の学問のことである。また、このような学際分野が体系性を持った科学であることを強調するときに、「総合科学」の語が用いられることもある。
各大学では学際分野の学問を指向することもあり、総合科学のほかにも総合人間学などの多様な呼称があり、独自の名称で呼ばれていることもあり、世間への認知は広がりつつある段階である。また、学際的な大学の新組織も、各々の教員は、小分類の学会などでも活動を行っており、新学問を指向した教育研究組織のほとんどは、各教員が有する学位の専攻分野などは異なっている。
- 環境学
- 経営情報学
- 健康科学
- 社会福祉学
- 運動学（スポーツ科学・運動生理学）
- 情報学
- 性科学
- 生活科学（家政学）
- 地理学
- 脳神経科学
- 博物館学

## 様々な分類法
学問は様々な側面から分類できる。
文系か理系か
- 文系：人文科学、社会科学、人文社会科学、形式科学の一部（哲学・伝統的論理学など）
- 理系：自然科学、応用科学、形式科学の一部（数学・数理論理学など）
  - 文理系：自然社会科学

実学か非実学か
- 実学：応用科学、社会科学の一部（法学・経営学など）、自然科学の一部（理工学など）、自然社会科学の一部（神経法学など）、形式科学の一部（応用数学・数理工学など）
- 非実学：基礎科学、人文科学、社会科学の一部（歴史学・社会学など）、自然社会科学の一部（社会生物学など）、形式科学の一部（数学・数理論理学など）

経験科学か形式科学か
- 経験科学：人文科学（哲学の一部を除く）、社会科学、自然科学、応用科学
- 形式科学：哲学の一部、数学

歴史科学か否か
- 歴史科学：人文科学の一部（歴史学・考古学など）、自然科学の一部（地質学・古生物学など）
- 非歴史科学：その他

数学（数式）を用いる程度
- 大：物理学、天文学、工学、経済学
- 中：化学、地球惑星科学
- 小：生物学、農学、薬学、医学、歯学、人文科学、経済学を除く社会科学

|        | 形式科学                          | 形式科学                                                                                   | 経験科学 | 経験科学                                                        | 経験科学 | 経験科学                                                    | 経験科学                                                    | 経験科学 |
|        | 文系／ 文学部系研究               | 理系／ 理学部・理工学部系研究                                                              | 理系／自然科学／ natural science                                                                                             | 理系／自然科学／ natural science                                | 理系／自然科学／ natural science                                                                               | 文系／人文科学・社会科学／ cultural science, social science | 文系／人文科学・社会科学／ cultural science, social science | 文系／人文科学・社会科学／ cultural science, social science                                                       |
|        | 伝統的研究                        | 現代的研究                                                                                 | 基礎科学 | 応用科学                                                        | 自然社会科学／ natural social science                                                                          | 社会科学                                                    | 人文社会科学／ cultural social science                      | 人文科学 |
| ------ | --------------------------------- | ------------------------------------------------------------------------------------------ | --- | --------------------------------------------------------------- | --- | ----------------------------------------------------------- | ----------------------------------------------------------- | --- |
| 非実学 | 伝統的論理学／論理学 言語学の一部 | 数学 数理論理学／現代論理学 コンピュータ科学／情報科学の一部 統計学の一部 計算言語学の一部 | 数学 物理学 化学 生物学の大半 地球惑星科学の大半 宇宙科学の大半                                                              | 応用数学の一部 数理科学 数理物理学 数理生物学 数理化学 数理医学 | データ科学の一部 社会生物学 図書館情報学 数理経済学 計算言語学の一部 地質学（地史学・古生物学） 宇宙科学の一部 | 教育学 政治学 社会学 歴史科学／歴史学の一部                 | 社会言語学 文化人類学の一部 考古学 歴史科学／歴史学の大半   | 心理学 言語学の大半 人文地理学 文化人類学の大半 哲学（美学・倫理学・認識論など） 宗教学 文学／文芸学 美学／芸術学 |
| 実学   |                                   | 数理工学 応用数学の一部 コンピュータ科学／情報科学の一部 統計学の一部 自然言語処理の一部   | 理工学 応用数学の一部 応用生物学／生物工学 応用物理学／物理工学 応用化学／化学工学 応用地学／地球工学 応用宇宙科学／宇宙工学 | 工学 医学 薬学 農学 コンピュータ工学／情報工学 データ科学の一部 | データ科学の一部 自然言語処理の一部 神経法学 社会情報科学 神経経済学                                           | 法学 経営学 経済学                                          |                                                             | |